# Гопцій Микола Пилипович
Мико́ла Пили́пович Гопці́́й (29 травня 1938, Балаклія — 9 листопада 2017, Балаклія) — український письменник; член Національної спілки письменників України з 2004 року.

## Життєпис
Народився 29 травня 1938 року в місті Балаклії Харківської області (нині Україна). 1976 року закінчив факультет журналістики Вищої партійної школи при ЦК КПУ у Києві.
Протягом 1966—2000 років працював у редакції балаклійської районної газети «Серп і молот» (пізніше «Вісті Балаклійщини»), де обіймав посади кореспондента, завідувача відділу, заступника редактора; редактором всеукраїнської газети «Світоч» (Балаклія). Помер у Балаклії 9 листопада 2017 року.

## Творчість
Автор збірок поезії та прози, зокрема:
- «Високий сивий птах: Поезії та есеї» (2003, Харків);
- «Невінчана вода: Вірші, новели, есеї» (2005, Харків);
- «Сни зголубілих багать» (2007, Балаклія);
- «Вогнеклення» (2013, Балаклія).